# François-Ferdinand Decombe

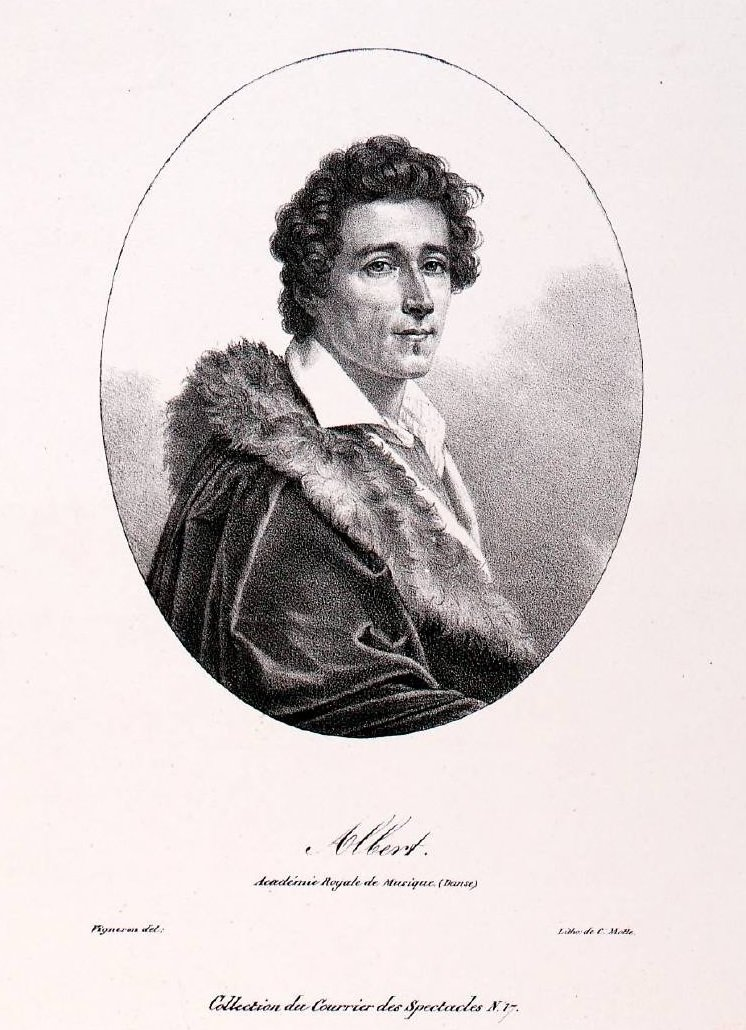
Albert, l'Académie royale de Musique (c 1830).

François-Ferdinand Decombe (Bordeaux, 15 april 1789 – Fontainebleau, 18 juli 1865) was een Franse balletdanser en balletmeester die bekendstond onder de artiestennaam Albert.
Albert maakte zijn debuut op veertienjarige leeftijd aan het Parijse Théâtre de la Gaîté. In 1808 werd hij aangenomen door de Opéra de Paris, nadat Jean-François Coulon en Auguste Vestris hem hadden aangeraden aan het bestuur. De balletmeester van de Opéra, Pierre Gardel, wilde niets met Albert te maken hebben. Uiteindelijk reisde Albert heen en weer tussen Parijs en Londen, waar hij eveneens zijn talenten vertoonde. In 1831 werd hij buiten gegooid bij de Opéra om er plaats te maken voor Jean Coralli and Filippo Taglioni, waarna hij ging werken in Londen, Napels en Marseille. Van 1838 tot en met 1840 was Albert balletmeester aan de Koninklijke Muntschouwburg te Brussel, waar hij Arthur Saint-Léon introduceerde aan het publiek. In 1841 keerde hij terug naar Parijs, waar hij de divertissements voor de opera La Favorite van Donizetti componeerde. Hij werkte er wel vaker samen met deze componist. Ook was hij de auteur van een danshandleiding getiteld L'art de la danse à la ville et à la cour (Parijs, 1834).

## Werkselectie
- Flore et Zéphire (Parijs, 1815) - Zephyr, choreograaf: Charles Didelot
- Le Séducteur du village (Parijs, 1818)
- Cendrillon (Parijs, 1823)
- Daphnis et Céphise (Wenen, 1830)
- Le Corsaire (Londen, 1837 en Brussel, 1839)
- Une journée de Naples (Brussel, 1839)
- Arsène, ou la Baguette magique (Brussel, 1839)
- Kenilworth Castle (Brussel, 1840)
- La Jolie fille de Gand (Parijs, 1842)

- Bibliothèque nationale de France: cb103484267 (data)
- CiNii: DA14022544
- Gemeinsame Normdatei: 143352024
- International Standard Name Identifier: 0000 0001 1605 5290
- Library of Congress Control Number: n82134745
- Nederlandse Thesaurus van Auteursnamen: 072141468
- SNAC: w6th8p9s
- Système universitaire de documentation: 126744300
- Virtual International Authority File: 22131510
- WorldCat: E39PBJcR96mGhpTRkThQPrMpT3